# Авдеев, Валентин Лукьянович
Валенти́н Лукья́нович Авде́ев — советский хозяйственный, государственный и политический деятель.

## Биография
Родился в 1929 году в селе Балта. Член КПСС.
С 1946 года — на хозяйственной, общественной и политической работе. В 1946—1990 гг. — слесарь, мастер, начальник цеха, секретарь парткома Новосибирского приборостроительного завода, второй секретарь Заельцовского райкома КПСС, председатель Заельцовского райисполкома, первый секретарь Заельцовского райкома КПСС города Новосибирска.
Делегат XXVI съезда КПСС.
Умер в Новосибирске в 2009 году.